# Vinterviken (roman)
Vinterviken är en ungdomsbok av Mats Wahl, utgiven 1993. Boken har också filmatiserats två gånger, Vinterviken (1996) och Vinterviken (2021).

## Handling
Boken handlar om John-Johns kärlek till Elisabeth (flickvännen), hans hat till Skithuvet (mammans pojkvän) och hans vänskap till Sluggo, kompisen som han räddar fastän han lämnade honom för ett par korkade rasister. John-John är fattig, Elisabeth rik. Och deras liv vävs ihop tack vare att John-John räddar Elisabeths lillasyster från att drunkna när han och Sluggo ska paddla över till Bromma i en stulen kajak.   
Allt går inte så bra, John-John blir misshandlad av sin styvfar och råkar försäga sig. Han säger var Elisabeth bor och koden till familjens kassaskåp. 
Elisabeth och John-John börjar bråka men i slutet av boken visar hon sin kärlek till honom.  
Det finns två fortsättande böcker till boken: "De övergivna" och "John-John".